# Carlo Maccari (politico)
Carlo Maccari (Volta Mantovana, 11 maggio 1965) è un politico italiano.

## Biografia
Nato l'11 maggio 1965 a Volta Mantovana, in provincia di Mantova, consegue la laurea magistrale in farmacia all'Università degli Studi di Parma.
Inizia l'attività politica nel Movimento Sociale Italiano, divenendo presidente provinciale della sua organizzazione giovanile, il Fronte della Gioventù, e nel 1985, a soli 20 anni, viene eletto consigliere comunale di Castiglione delle Stiviere (MN), venendo riconfermato nel 1990.
Alle elezioni comunali in Lombardia del 1995 si candida al consiglio comunale di Guidizzolo, venendo eletto consigliere comunale e, successivamente, nominato assessore alle politiche sociali, ecologia ed ambiente.
Alle comunali lombarde del 1999 si candida come sindaco del comune di Guidizzolo, sostenuto da una lista civica, venendo eletto con il 74,55% dei voti. Alle successiva tornata elettorale viene rieletto sindaco con il 63,65% dei voti.
Alle elezioni amministrative del 2001 si candida al consiglio provinciale di Mantova, tra le liste di Alleanza Nazionale a sostegno del candidato presidente di centro-destra Stefania Concordati, venendo eletto consigliere provinciale.
Alle elezioni regionali in Lombardia del 2005 viene eletto al consiglio regionale della Lombardia, rimanendovi in carica fino al 2013.
Alle elezioni politiche anticipate del 2022 viene candidato alla Camera dei deputati, tra le liste di Fratelli d'Italia nel collegio plurinominale Lombardia 4 - 01, risultando eletto deputato. Nella XIX legislatura è segretario della 12ª Commissione Affari sociali e componente della Commissione parlamentare di vigilanza sulla Cassa depositi e prestiti, di cui il 15 maggio 2024 viene eletto presidente. 
A novembre 2023 viene nominato da Giorgia Meloni come coordinatore regionale del partito in Lombardia, al posto della dimissionaria Daniela Santanchè.